# Surinaams-inheems protest in Den Haag

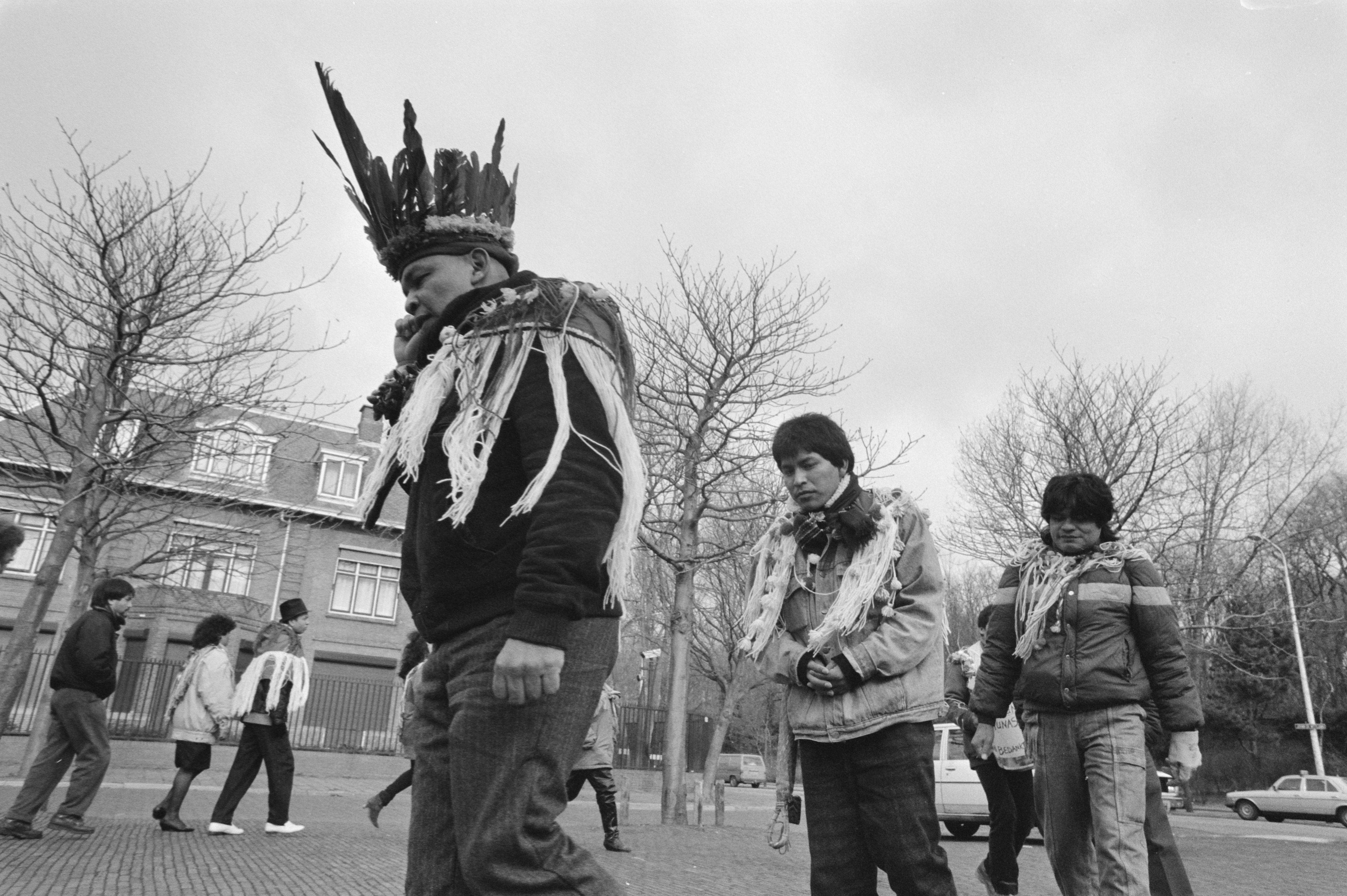

Op 26 februari 1988 vond een Surinaams-inheems protest plaats in Den Haag.
Voor de Surinaamse ambassade maakten de inheemse Surinamers muziek en voerden dans en rituele gebaren uit. Hiermee vroegen ze aandacht voor de noodsituatie van hun familieleden die verbleven in vluchtelingenkampen rond Paramaribo en in Frans-Guyana vanwege de Binnenlandse Oorlog (1986-1992) tussen het Junglecommando van Ronnie Brunswijk en het Nationale Leger onder leiding van Desi Bouterse. Inheemsen werden in vergelijking met de andere bevolkingsgroepen zwaar getroffen door de oorlog. Daarnaast vroegen ze om een rechtvaardigere behandeling, met name op het gebied van onderwijs en gezondheidszorg. Aan de Surinaamse zaakgelastigde werd een petitie aangeboden waarin werd aangedrongen op verbetering en opheffing van de oorlogstoestand.
De groep van vijftien inheemse demonstranten trok vervolgens naar het kantoor van minister Piet Bukman van Ontwikkelingssamenwerking, waar in een petitie werd verzocht om Nederlandse humanitaire hulp eerlijker te verdelen. Die hulp zou te weinig terechtkomen bij inheemse Surinamers die zich bevonden in de vluchtelingenkampen.